# Jorge da Silva Prado
Jorge da Silva Prado (25 de outubro de 1910 - 13 de julho de 1977) foi um empresário brasileiro.
Filho de Antônio da Silva Prado Júnior e Eglantina Penteado, foi o fundador do Iate Clube de Santos em 1947. Prado, foi grande empreendedor imobiliário tendo desenvolvido a região da praia de Pernambuco na cidade do Guarujá, tendo sido também o fundador do Hotel Jequitimar em 1962. 